# 순흥초등학교 배점분교
순흥초등학교 배점분교는 대한민국 경상북도 영주시 순흥면에 있었던 초등학교 분교이다.

## 연혁
- 1940.7.5 순흥심상소학교부설 배점간이학교로 설립인가.
- 1940.9.18 개교
- 1944.3.20 배점공립국민학교로 설립인가.
- 1944.4.24 개교
- 1983.2.4 죽계장학회 현판식 거행
- 1985.9.1 병설유치원 개원
- 1993.3.1 순흥초등학교 배점분교장으로 격하 편입
- 2008.3.1 폐교